# 信州観光ホテル
信州観光ホテル（しんしゅうかんこうホテル）は、かつて長野県千曲市上山田温泉に存在したホテル。
1951年（昭和26年）に創業。1997年（平成9年）に破産した後、建物は廃墟となっていたが、2022年（令和4年）頃に解体が完了した。

## 情報
信州観光ホテルについて1964年に刊行された『全国著名旅館大鑑』には以下のように記載されている。
- 経営者 - 北村甚兵衛[2]
- 所在地 - 更級郡上山田町大字上山田三四〇八[2]
- 交通 - 信越本線、戸倉駅より徒歩20分、バス・タクシー5分、篠ノ井線、姨捨駅より徒歩1時間、バス20分、タクシー15分[2]
- 客室 - 和76室、洋6室[2]
- 広間 - 210畳、70畳、55畳[2]
- 離れ - 1棟[2]
- 収容客数 - 個人340名、団体400名[2]
- 料金 - 標準1500円、最高3000円、最低1200円[2]
- 団体料金 - 1200〜2000円[2]
- 浴室 - 大展望風呂、男女別風呂8、家族風呂4[2]
- 泉室効用 - 稀硫黄泉、神経痛、皮膚病、創傷[2]
- 自慢料理 - 鯉、川魚、松茸、洋食、山菜料理[2]
- 設備 - 設備娯楽、ホール、バー、撞球、映写室、釣り堀、ゴルフ練習所[2]
- シーズン・オフ - 1月、7月、8月、12月[2]
- 所属団体 - 国観連、日観連、公旅連[2]

信州観光ホテル別館について同書には以下のように記載されている。
- 経営者 - 宮本キミ[2]
- 所在地 - 更級郡上山田町大字上山田三四八一[2]
- 交通 - 上記信州観光ホテルと同じ
- 客室 - 和19室、洋3室[2]
- 広間 - 60畳、21畳[2]
- 収容客数 - 個人100名、団体120名[2]
- 料金 - 標準2000円、最高7000円、最低1500円[2]
- 団体料金 - 別相談[2]
- 浴室 - 男女大風呂各1、家族風呂2、室付バス2[2]
- 泉室効用 - 稀硫黄泉[2]
- 自慢料理 - 鯉、川魚、松茸、洋食、ワラビ料理[2]
- シーズン・オフ - 1月、2月、7月、8月[2]
- 所属団体 - 国観連、日観連、公旅連[2]

## 歴史
戦後、上山田温泉は1949年（昭和24年）の善光寺御開帳と平和博覧会が長野県で開催されたことがきっかけとなり発展。
信州観光ホテルは、善光寺参りの湯治客を目当てに1951年（昭和26年）に創業した。ささやかな木造3階建てからのスタートだったが、活気づいていく町とともに、また高度経済成長期の波にも乗り、増改築を繰り返し、400人収容の客室、350人収容の宴会場、コンベンションホールなどを整備するに至った。ホテルは公園地に近い高台にある。玄関前には広大な池があり、周囲に植込、噴水、人造滝を配し、趣豊かであった。
ホテルの経営はバブル経済が始まった頃の1986年（昭和61年）4月期にピークを迎え、年間売上9億2800万円を計上した。しかし、ピーク後の売上は横這いとなり、1992年（平成4年）に、売上曲線はついに下を向き始めた。加えて、増築のための多額の借入金が経営を圧迫し始め、毎年5000万円を超える赤字を出して債務超過に転落した。
1996年（平成8年）、信州観光ホテルは、負債総額16億5000万円で長野地方裁判所に商法整理を申請、計5000人を超す予約キャンセルが殺到した。裁判所監督の下で細々と営業を続けながら再建を図る予定だったが、再建計画は頓挫した。1997年（平成9年）8月、長野地裁は信州観光ホテルに対して破産を宣告し、同日内に営業が停止し、33人の正社員と21人のパートも即日解雇となった。
その後信州観光ホテルは取り壊しに莫大な費用がかかることや、山が崩れる可能性などリスクは高く、買い手が現れることなく廃墟の姿をさらし続けた。旧信州観光ホテル跡地は、2011年（平成23年）から2013年（平成25年）にかけて長野県滞納整理機構へ移管され、公売にかけられたが入札者はなく推移していた。2018年（平成30年）3月、群馬県の業者が土地、建物を取得した。2024年現在、建物の基礎部分を残した状態で解体されている。

## 役員

### 『帝国銀行・会社要録 第43版』
- 代表取締役・北村甚兵衛[6]
- 取締役・宮本光儀、石井勲、吉原忠良、高野二郎、田中重彌、宇都宮利春、小山茂樹千、青木佐太郎、青木神木、北原松太郎、北原重雄[6]
- 監査役・横地治郎、田村磨磋夫、宮本安長、宮本信定[6]

### 『東商信用録 中部版 昭和57年版』
- 会長・北村甚兵衛[1]
- 社長・宮本光儀[1]
- 副社長・小山茂樹千[1]
- 常務・宮本豊穂[1]
- 取締役・宮本左平司、瀬市一清、宮本寛丈、高野二郎、田中重禄、田村磨磋夫、前沢一、浅田武雄他3名[1]
- 監査役・4名[1]

## その他
所在地は千曲市上山田温泉1丁目。戸倉温泉街の山の中腹にある。『東商信用録 中部版 昭和57年版』によると格付は「B」で、「近時利用客の伸悩み、償却負担の増加等で収益力は落ちた。当温泉の代表的ホテルの一社で知名度もあり、まず平調推移は可能」と評されている。
2014年に刊行された『消えゆく日本の廃墟 廃墟が語る日本の裏歴史』によると、信州観光ホテルは「増築の末の迷路化もここに極まれり!」といった感のある内部が凄まじい立体迷宮路となったホテルであるという。
廃墟探訪という点から言うと「非常に魅力的な迷宮物件」と評されていた。2007年出版『ニッポンの廃墟』の「廃墟格付けランキング BEST100」によると、信州観光ホテルは東日本で第22位である。